# Angelica Burevik
Angelica Burevik, född den 7 december 1958 i Helsingborg, är en före detta landslagsspelare i fotboll och en av hjältarna bakom EM-guldet 1984. Burevik var under sin aktiva karriär en stabil back, och spelade 30 A-landskamper för Sverige efter att ha debuterat mot Frankrike i Montauban den 23 maj 1981, en match som Sverige vann med 6-1. Hon är numera ordförande i division 1-klubben Stattena IF.